# Micheldever

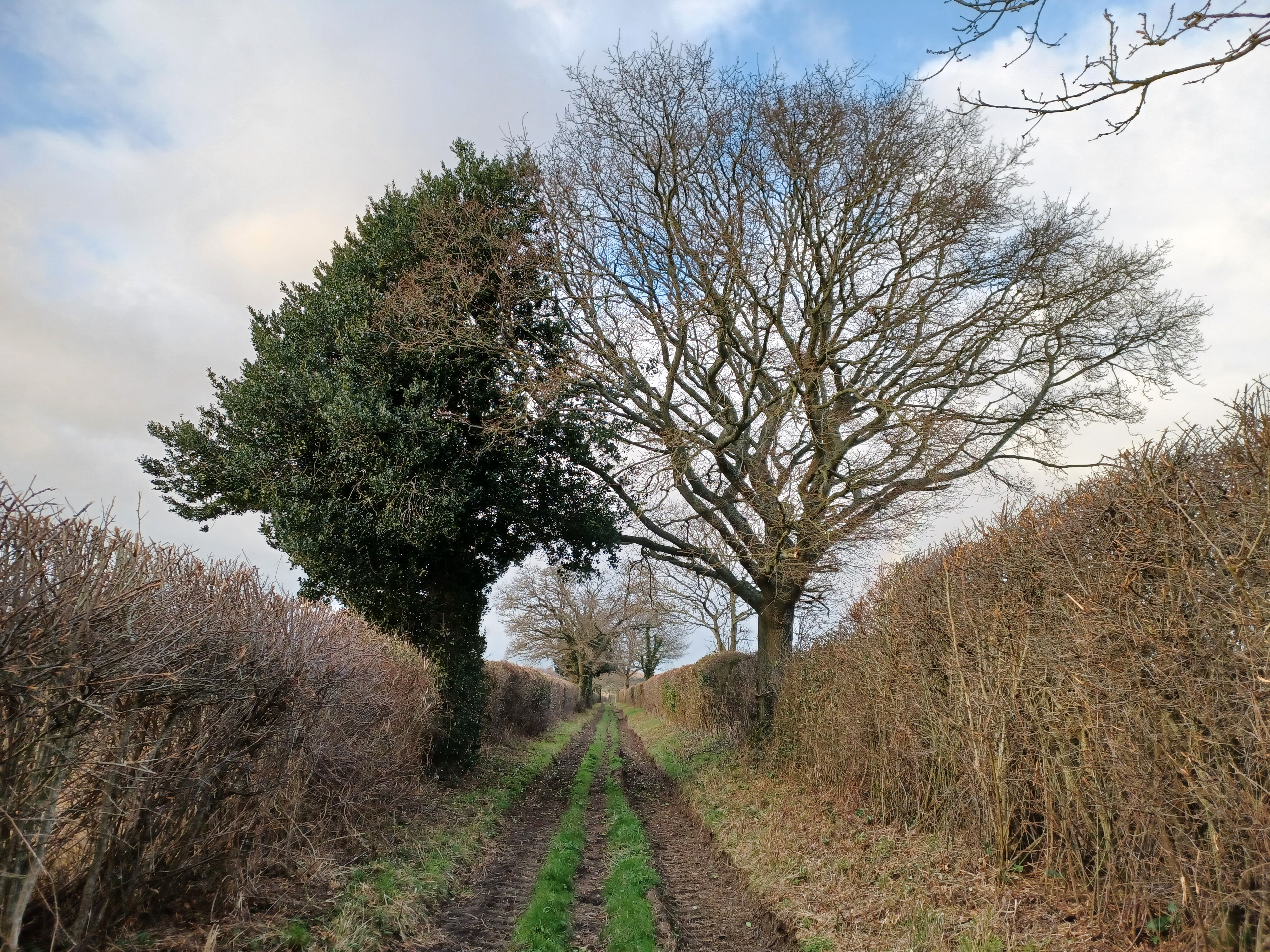
La campagne de Micheldever, près de Kitelands. Mars 2022.

Micheldever est une paroisse civile et un village du Hampshire, en Angleterre.